# Кібернетика та обчислювальна техніка
«Кибернетика и вычислительная техника»  (укр. «Кібернетика та обчислювальна техніка»)  — науковий журнал, в якому висвітлюються питання кібернетики. Періодичність 4 рази на рік. Публікуються статті російською, українською і англійською мовами. Включений до переліку фахових видань МОН України з технічних, фізико-математичних, медичних і біологічних наук.  Заснований у 1965 за ініціативи  В.Глушкова. До 2014 – міжвідомчий сбірник.
Засновники: 
Національна академія наук України,  Міжнародний науково-навчальний центр інформаційних технологій та систем НАН України та МОН України, Інститут кібернетика ім.. В.М.Глушкова НАН України.
Видавець:  Міжнародний науково-навчальний центр інформаційних технологій та систем НАН України та МОН України.

## Тематика
Журнал публікує оригінальні статті за головними науковими напрямками:
- інформатика та інформаційні технології,
- інтелектуальне керування та системи,
- медична і біологічна інформатика та кібернетика.

## Ключові особи
Головні редактори — академік НАН України Іван Васильович Сергієнко,
— член-кореспондент НАН України Володимир Ілліч Гриценко.
Заступник головного редактора — Людмила Михайлівна Козак.

## Поширення за кордоном
Журнал індексується у Російському індексі наукового цитування (РІНЦ), http://www.elibrary.ru [Архівовано 25 Лютого 2022 у Wayback Machine.]